# ロクスベリー (ボストン)
座標: 北緯42度19分30秒 西経71度05分43秒 / 北緯42.32500度 西経71.09528度
ロクスベリー (Roxbury) は、アメリカ合衆国マサチューセッツ州ボストンの行政区である。1868年にボストンへ併合される以前には独立した基礎自治体であった。